# Escuela de Políticas Públicas Harris
La Escuela de Políticas Públicas Harris, también conocida como "Políticas Públicas Harris", es la escuela de políticas públicas de la Universidad de Chicago en Chicago, Illinois, Estados Unidos. Está ubicada en el campus principal de la Universidad en Hyde Park. El homónimo de la escuela es el empresario Irving B. Harris, quien hizo una donación que estableció la Escuela Harris en 1986. Además de los estudios de políticas y el análisis de políticas, la escuela requiere que sus estudiantes obtengan capacitación en economía y estadística a través de exámenes preliminares y requisitos de cursos. La Escuela de Políticas Públicas Harris ofrece títulos conjuntos con la Escuela de Negocios Booth, la Escuela de Derecho, la Escuela de Administración de Servicios Sociales y la División de Graduados de Ciencias Sociales.
En 2014, la Escuela de Políticas Públicas Harris recibió dos obsequios por un total de $32,5 millones para una expansión física. Una antigua residencia diseñada por el arquitecto Edward Durell Stone fue renovada y rebautizada como El Centro Keller, que alberga la Escuela de Políticas Públicas Harris a partir de 2019. El Fórum del Centro Keller ofrece un lugar para oradores y un espacio de trabajo abierto. Harris ocupa el tercer lugar entre las escuelas de análisis de políticas en los Estados Unidos y figura como la tercera mejor institución de políticas públicas a nivel mundial en el campo de la investigación económica por RePEc.

## Historia
La Escuela de Políticas Públicas Harris fue precedida por el Comité de Políticas Públicas y el Centro de Estudios de Políticas de la Universidad de Chicago. El Centro de Políticas Públicas, establecido en 1966, era un centro de investigación y, por lo tanto, no ofrecía títulos. El Centro recibió becarios y conferencias y publicó investigaciones en el campo de la política pública, principalmente estudios urbanos y periodismo urbano. El Comité de Políticas Públicas se formó para ofrecer maestrías a estudiantes interesados en estudios de políticas. El Comité, formado por profesores empleados por diferentes divisiones académicas, comenzó a ofrecer clases en 1976 a un pequeño grupo de estudiantes de maestría de un año que habían postulado internamente desde otras divisiones de posgrado dentro de la Universidad de Chicago. La viabilidad a largo plazo del Comité fue cuestionada por razones que incluyen la pequeña demanda de maestrías en políticas públicas de un año y el débil apoyo administrativo para un programa tan pequeño. Durante los siguientes tres años, el Comité comenzó a ofrecer títulos de dos años, títulos conjuntos de licenciatura y maestría y doctorados, pero siguió estando amenazado por el escaso apoyo administrativo y la inestabilidad financiera. En 1986, un comité de decanos recomendó que el comité obtuviera una mejor dotación y se convirtiera en una escuela profesional o se disolviera. En ese momento, Irving Harris comprometió $6,9 millones para crear la escuela de política pública, cifra que luego elevó a $10 millones. En 1988, la Escuela de Políticas Públicas Harris abrió en el antiguo edificio de la Asociación de Abogados de los Estados Unidos, que ha compartido con afiliados, incluidos NORC de la Universidad de Chicago y el Boletín de Científicos Atómicos. En 2019, la Escuela de Políticas Públicas Harris se mudó al recientemente renovado Centro Keller.

## Currícula
La Escuela de Políticas Públicas Harris ofrece los siguientes programas de maestría profesional de tiempo completo:

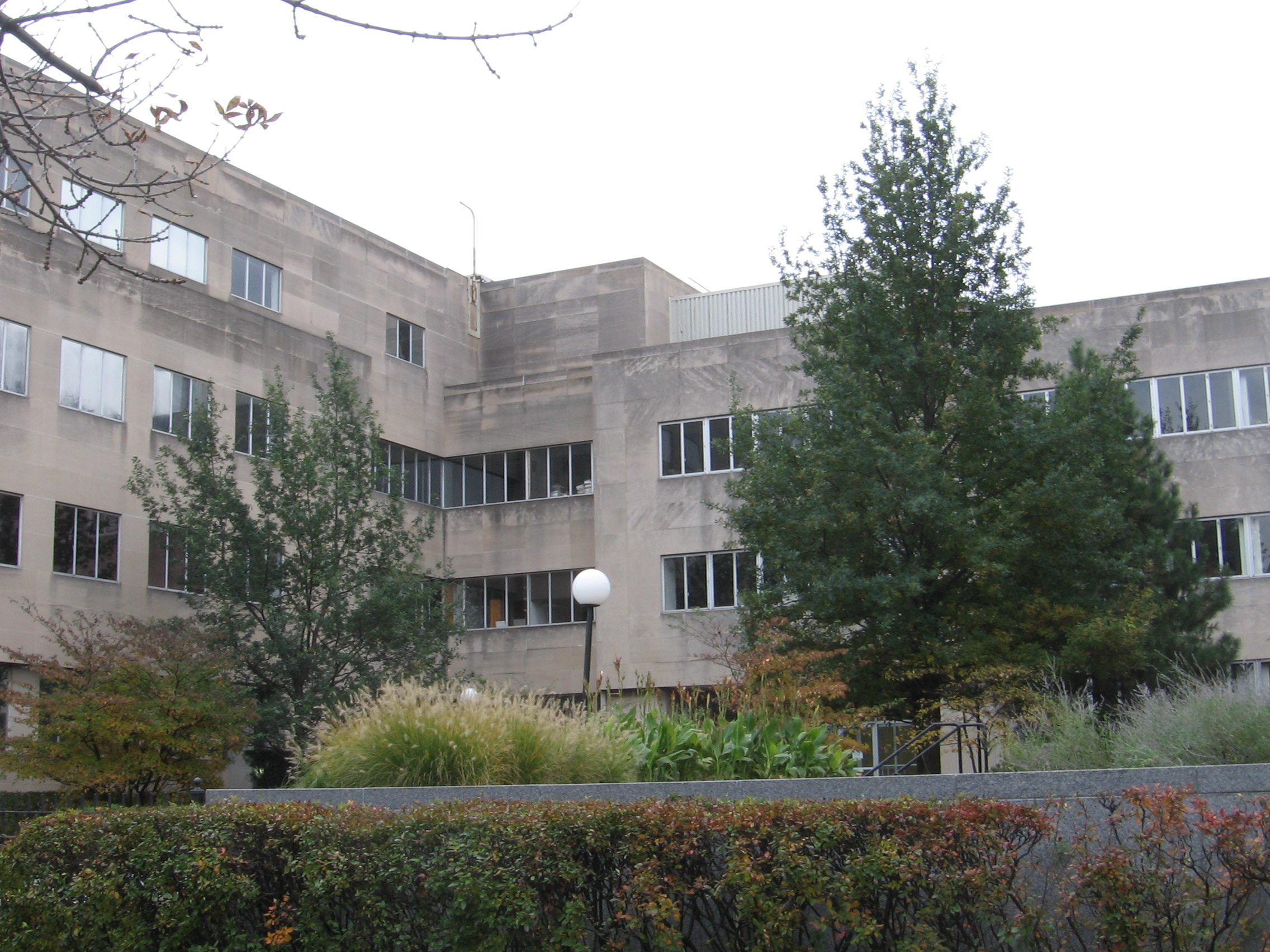
Edificio anterior de la Escuela de Políticas Públicas Harris.

- Maestría en Políticas Públicas (MPP), un programa de dos años.
- Maestría en Ciencias (MS) en Análisis Computacional y Políticas Públicas, un programa de dos años ofrecido con el Departamento de Ciencias de la Computación.
- Maestría en Ciencias (MS) en Ciencias y Políticas Ambientales, un programa de dos años ofrecido con el Laboratorio Nacional Argonne.
- Maestría en Artes (MA) en Políticas Públicas, un programa de 9 meses.
- Maestría en Artes (MA) en Políticas Públicas con Certificado en Análisis de Datos, un programa de 12 meses.
- Maestría en Artes (MA) en Políticas Públicas con Certificado en Métodos de Investigación, un programa de 15 meses.

Además, la escuela ofrece un Ph.D. programa en políticas públicas.
La Escuela de Políticas Públicas Harris ofrece certificados en las siguientes concentraciones:
- Conflicto mundial
- Desarrollo internacional
- Política económica
- Política sanitaria
- Finanzas Municipales
- Análisis de políticas
- Campañas Políticas
- Investigación de encuestas
- Administración en salud
- Salud global
- Ciencias Sociales Computacionales

## Grados duales
La Escuela de Políticas Públicas Harris se asocia con otras escuelas y divisiones profesionales dentro de la Universidad de Chicago para ofrecer títulos conjuntos/dobles acelerados.
- MPP/MA – Titulación conjunta con el Centro de Estudios de Oriente Medio.
- MPP/M.Div. – Titulación conjunta con Divinity School.
- MPP/MBA – Titulación conjunta con Escuela de Negocios Booth.
- MPP/JD – Titulación conjunta con la Escuela de Derecho.
- MPP/MA – Grado Conjunto con la Escuela de Administración de Servicios Sociales.
- MA/MA – Comité de Doble Titulación en Relaciones Internacionales (TRI).
- BA/MPP – El Programa de Opción Profesional con el Colegio.

## Programas de cooperación

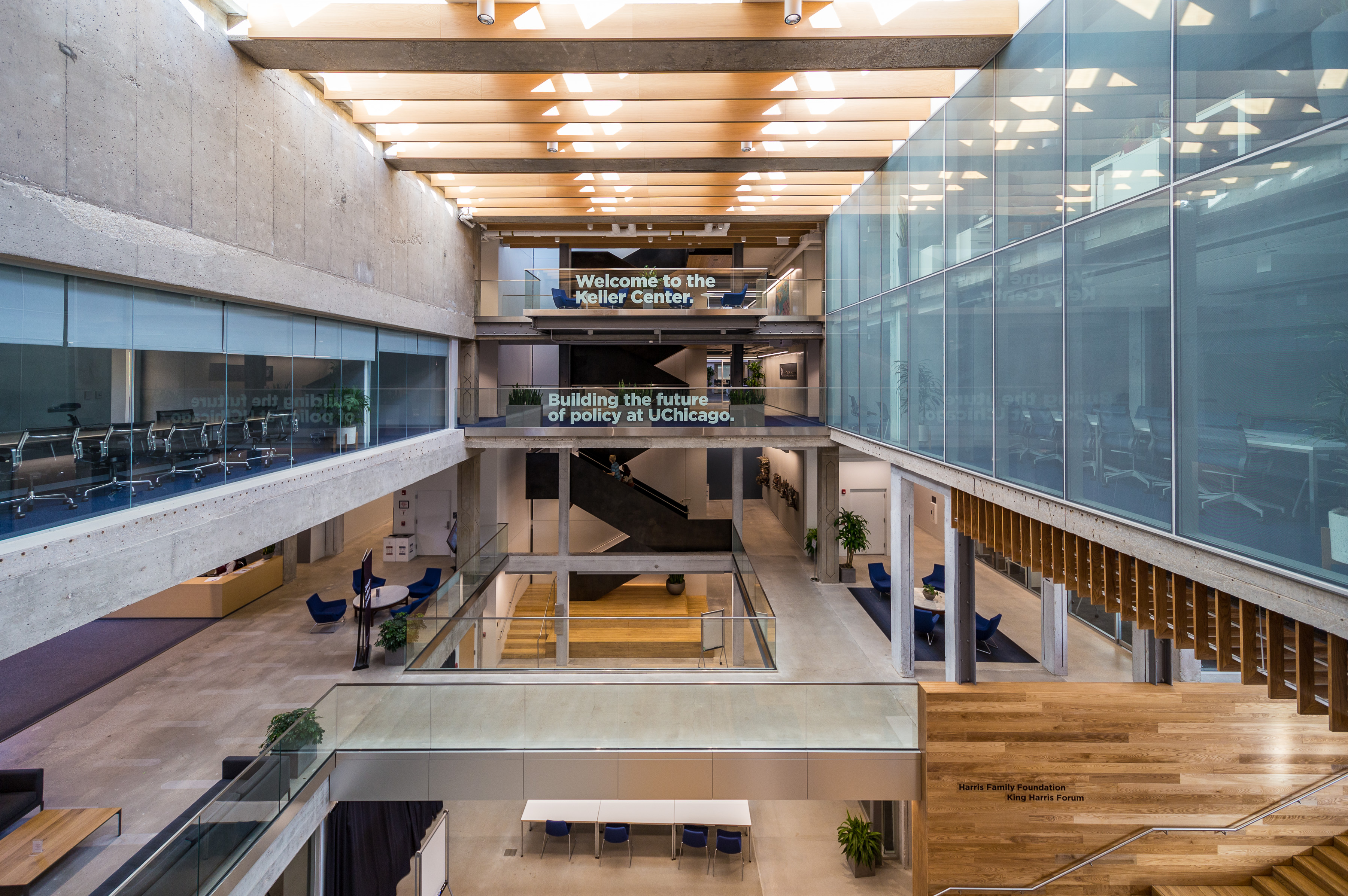
Interior del Centro Keller.

La Escuela de Políticas Públicas Harris ejecuta programas cooperativos asociados con instituciones internacionales:
- Fundação Getúlio Vargas (Fundación Getúlio Vargas), Instituto de Desenvolvimento Educacional (Instituto de Desarrollo Educativo).
- Instituto Avanzado de Economía y Finanzas de Hanqing, Universidad Renmin de China.
- Escuela de Negocios Kemmy, Universidad de Limerick.
- Consejo Nacional de Ciencia y Tecnología.
- Universidad Yonsei
- El Centro de Investigación Estratégica (CIE), Ministerio de Relaciones Exteriores de Turquía.

## Decanos
Los siguientes profesores se desempeñaron como decanos de la Escuela de Políticas Públicas Harris:
- Robert T. Michael (1989-1994-Decano fundador, 1998-2002)
- Don L. Coursey (1996-1998)
- Susan E Mayer (2002-2009)
- Colm O'Muircheartaigh (2009-2014)
- Daniel Diermeier (2014-2016)
- Kerwin Charles (Decano interino 2016-2017)
- Katherine Baicker (2017-presente)

## Alumnos notables
- James J. Heckman - economista ganador del Premio Nobel, profesor de servicio distinguido Henry Schultz y director del Centro para la Economía del Desarrollo Humano.
- Roger Myerson: economista y teórico de juegos ganador del premio Nobel, David L. Pearson, profesor de servicio distinguido de estudios de conflictos globales.
- Michael Kremer: economista del desarrollo ganador del premio Nobel, profesor universitario y director del Laboratorio de Innovación para el Desarrollo.
- William G. Howell - Profesor Sydney Stein en Política Estadounidense; Director, Centro para un Gobierno Efectivo; Presidente, Departamento de Ciencias Políticas.
- David O. Meltzer – Director del Centro de Salud y Ciencias Sociales y Presidente del Comité de Ciencias Clínicas y Traslacionales.
- Tomas J. Philipson - Profesor Daniel Levin de Estudios de Políticas Públicas, Escuela de Políticas Públicas Harris; Miembro Asociado de la Facultad, Departamento de Economía.
- Robert Rosner - William E. Wrather Profesor de Servicio Distinguido en el Departamento de Astronomía y Astrofísica Departamento de Física y el Instituto Enrico Fermi.
- Chris Blattman - Profesor Ramalee E. Pearson y miembro del Instituto Pearson para el Estudio y Resolución de Conflictos Globales.
- James A. Robinson - economista y politólogo británico; Profesor universitario en la Escuela de Políticas Públicas Harris.
- Jens Ludwig - Profesor de la Fundación McCormick de Administración de Servicios Sociales, Derecho y Políticas Públicas.
- Dan A. Black - Vicedecano y profesor, miembro principal del Centro Nacional de Investigación de Opinión.
- Stephen Raudenbush - Profesor de Servicio Distinguido de Lewis-Sebring, Departamento de Sociología y la Universidad; Presidente, Comité de Educación.
- Konstantin Sonin - Profesor de servicio distinguido de John Dewey.
- Steven Durlauf - Economista y profesor de Políticas Públicas y Educación.
- Susan Mayer - Socióloga y ex decana de la escuela Harris que ha escrito libros sobre pobreza y educación.
- Ariel Kalil - Economista conductual y autor que codirige el Behavioral Insights in Parenting Lab.
- Damon Jones - Economista conductual y experto en desigualdad racial.